# Listă de filme australiene din 2011
Aceasta este o listă de filme australiene din 2011:

## Lista
| Titlu                       | Regizor                                          | Actori                                                          | Gen                   | Note |
| --------------------------- | ------------------------------------------------ | --------------------------------------------------------------- | --------------------- | ---- |
| 33 Postcards                | Pauline Chan                                     | Guy Pearce                                                      | Dramatic              |      |
| A Few Best Men              | Stephan Elliot                                   | Laura Brent, Xavier Samuel                                      | Comedie               |      |
| A Heartbeat Away            | Gale Edwards                                     | William Zappa, Sebastian Gregory, Tammy MacIntosh, Isabel Lucas | Comedie               |      |
| Black & White & Sex         | John Winter                                      | Katherine Hicks                                                 | Dramatic              |      |
| Blame                       | Michael Henry                                    | Sophie Lowe, Kestie Morassi, Ashley Zukerman                    | Dramatic, thriller    |      |
| The Cup                     | Simon Wincer                                     | Brendan Gleeson, Stephen Curry, Daniel MacPherson, Jodi Gordon  | Dramatic              |      |
| Don't Be Afraid of the Dark | Matthew Robbins, Guillermo del Toro              | Guy Pearce, Katie Holmes, Bailee Madison                        | Horror                |      |
| The Dragon Pearl            | Mario Andreacchio                                | Sam Neill                                                       | Aventură de familie   |      |
| The Economics of Happiness  | Helena Norberg-Hodge, Steven Gorelick, John Page |                                                                 | Documentar            |      |
| The Eye of the Storm        | Fred Schepisi                                    | Judy Davis, Geoffrey Rush, Charlotte Rampling                   | Dramatic              |      |
| Face to Face                | Michael Rymer                                    | Vince Colosimo, Luke Ford, Matthew Newton, Sigrid Thornton      | Dramatic              |      |
| The Family Tree             | Vivi Friedman                                    | Christina Hendricks                                             | Comedie               |      |
| Here I Am                   | Beck Cole                                        |                                                                 |                       |      |
| The Hunter                  | Daniel Nettheim                                  | Willem Dafoe, Sam Neill                                         | Dramatic              |      |
| Killer Elite                | Gary McKendry                                    | Jason Statham, Clive Owen, Robert De Niro                       | Acțiune               |      |
| Mrs Carey's Concert         | Bob Connolly                                     | Sophie Raymond,                                                 | Documentar            |      |
| Mad Bastards                | Brendan Fletcher                                 |                                                                 | Dramatic              |      |
| The Palace                  | Anthony Maras                                    | Erol Afșin                                                      | Dramatic, scurtmetraj |      |
| Perished                    | Aaron McCann, Stefan Radanovich                  | Wayne Davies                                                    | Dramatic, scurtmetraj |      |
| Red Dog                     | Kriv Stenders                                    | Rachael Taylor, Josh Lucas, Noah Taylor                         | Aventură de familie   |      |
| Sanctum                     | Alister Grierson                                 | Richard Roxburgh, Ioan Gruffudd, Rhys Wakefield                 | Acțiune               |      |
| Sleeping Beauty             | Julia Leigh                                      | Emily Browning                                                  | Dramă erotică         |      |
| Snowtown                    | Justin Kurzel                                    | Daniel Henshall                                                 | Crime                 |      |
| The Story of Short Stack    | Andy Clemmensen                                  | Shaun Diviney, Andy Clemmensen, Bradie Webb                     | Documentar            |      |
| Toomelah                    | Ivan Sen                                         |                                                                 | Drama                 |      |
| The Tunnel                  | Carlo Ledesma                                    |                                                                 | Horror                |      |
| X                           | Jon Hewitt                                       | Viva Bianca                                                     | Polițist              |      |